# Liberian Girl
Liberian Girl（中文译名：利比里亚女郎），是流行乐天王迈克尔·杰克森第7张个人专辑《Bad》中的最后一支单曲。这首歌在1983年杰克森五人组时期早已写好，原本想放入1984年专辑《Victory》內，但是种种原因未能发布。现在的版本是1986年被杰克逊修改并重写的。歌曲的开头是一句斯瓦西里语：Nakupenda pia, nakutaka pia, mpenzi we!（中文：我爱你，我想你，我亲爱的！）。據說杰克森写这首歌是为了拉近朋友和女演员伊丽莎白·泰勒的关系。
这首歌作为在欧洲和澳大利亚的单曲发布，在美国本土并沒有发布。单曲在法国仅打进Top 20，在德国打进Top 30，在意大利和澳大利亚则完全失败。